# 脱酸素剤

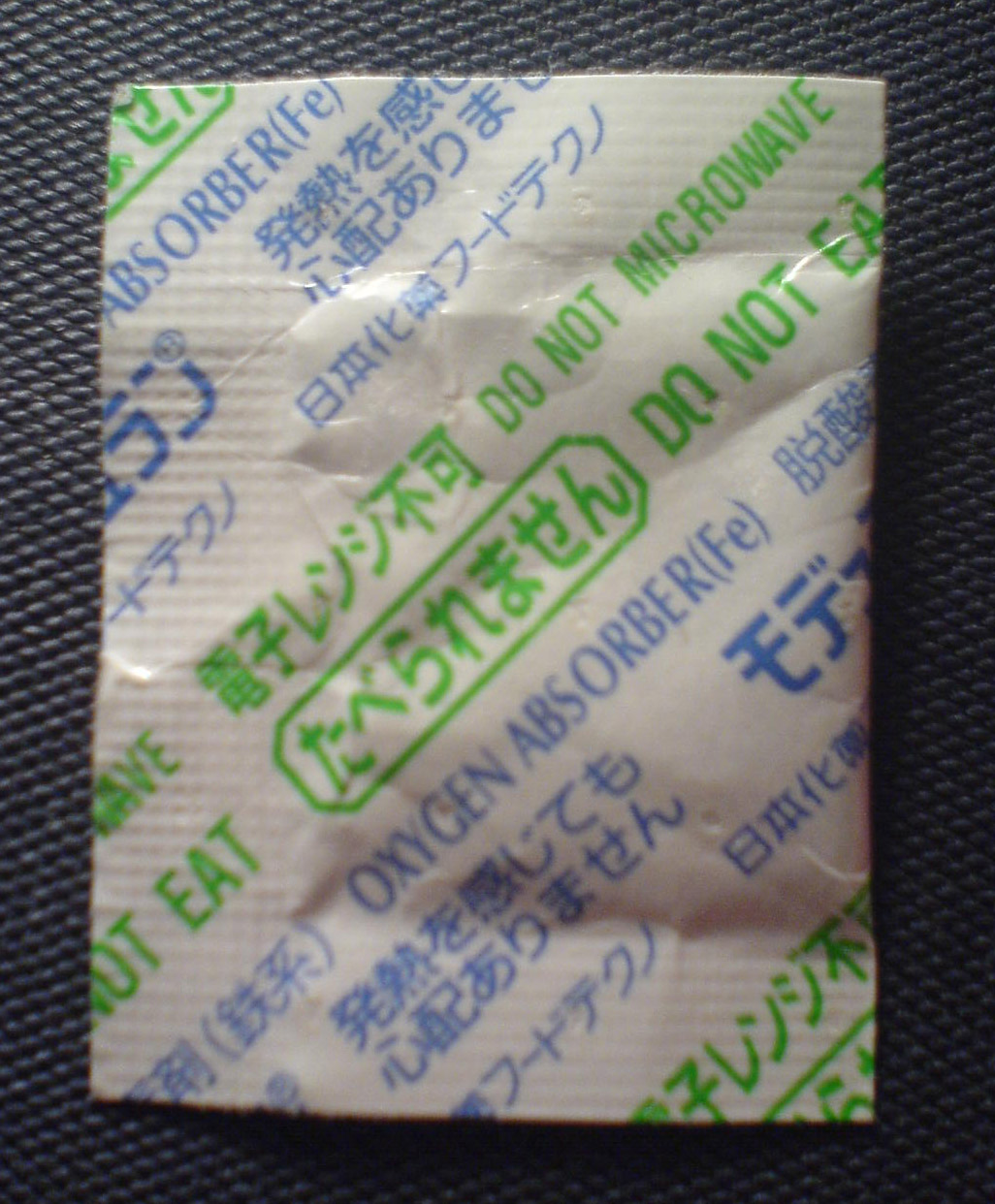

脱酸素剤（だつさんそざい）は、密閉容器の中を脱酸素状態にする薬剤である。鉄の酸化を利用して酸素を吸収するタイプが主流であるが、糖やレダクトンなどの酸化反応を利用した有機系のものも一部で使用されている。酸化を防ぐことにより、カビ、害虫、油脂の変質などを防止することができ、食品包装で広く利用されている。封入されている食製品の開封後は空気(酸素)に触れる事により化学反応が発生し若干発熱をする。その後、脱酸素剤としての長期に渡る保存効果は無くなる。なお、この種類の薬剤は使い方によっては発火する恐れもある。酸素を取り除く速度は鉄系の方が早く、有機系の方が遅い。また、有機系は二酸化炭素を発生する物がある。
包装用の脱酸素剤は製品の包装に「食べられません（Do not eat）」や「電子レンジ不可（Do not MicroWave）」(電子レンジ可能な製品も存在する)との注意書きがよく記載されている。

## 歴史
1925年に欧米で鉄粉を利用した脱酸素剤が開発された。1960年には米・アメリカンキャン社により、包装内の空気を窒素で置換し、残存した酸素を食品中のグルコースとグルコースオキシダーゼの反応により除去する技術が実用化された。
日本では、1973年（昭和48年）頃にハイドロサルファイトを用いた脱酸素剤が開発されたが、この製品は、食品への臭い移りと人体への有害性、さらに脱酸素効果の持続性に乏しいため、実用化はされなかった。
1977年（昭和52年）に鉄系の脱酸素剤「エージレス」（AGELESS）が三菱瓦斯化学（現・三菱ガス化学）によって商品化されたが、食品への応用は同社と三全製菓（現・菓匠三全）の共同研究によりなされた。両社の3年に及ぶ研究により、臭いなどを吸着する消臭剤として活性炭を加えた脱酸素剤が完成し、金属探知機に検出されず、電子レンジに使用しても発火しにくいという特性も加わった。新型の脱酸素剤は菓匠三全の「仙台銘菓 萩の月」に初めて同包されたが、日持ちしない生菓子だった「萩の月」が保存料を使わずに賞味期限を延長し、土産品や贈答品として販路を拡大するようになると、食品と脱酸素剤を同包する方法は一般に広がった。

## 効果
脱酸素剤の使用による効果には、次のようなものがあげられる。
好気性微生物や昆虫類の生育阻止
カビや好気性細菌の増殖抑制に効果があり、コクゾウムシなどの害虫を、卵を含めて死滅させることができる。ただし、ボツリヌス菌など嫌気性細菌や酵母には抑制効果はないため、水分活性の低下や事前の殺菌処理との併用が必要となる。
食品の酸化防止
油脂やビタミンの酸化、風味の変化・変色などを抑える効果がある。また、金属の腐食も防止できる。ただし、鉄と活性炭を成分とした脱酸素剤では、発熱があり、また食品の香気も吸収するため、使用する用途には注意も必要である。　
衣類の変質防止
繊維に残った皮脂の酸化による黄ばみ、カビ・雑菌の繁殖、虫食いを抑える効果がある。また、繊維の劣化を遅らせる効果もある。
脱酸素剤の効果を持続させるためには、酸素透過性の低い包装材を使用する必要があり、一般にはポリ塩化ビニリデンを塗布したOPPやKコートナイロンなどのラミネートフィルムが使用される。

## エージレス
エージレス（AGELESS）は、三菱グループの三菱ガス化学株式会社が開発した脱酸素剤で同社の登録商標（日本第4596394号ほか）。脱酸素剤で圧倒的なシェアを誇っている。酸素検知剤エージレスアイ（日本国登録商標第2331281号ほか）で酸素の有無を目視することができる。
ちなみに、三菱ガス化学による注意書きには、「エージレスが熱くなることがありますが、そのままお捨て下さい。」と、脱酸素剤が封入されているパックには使い捨て保存剤入りのパックと分かる様に必ず掲載させているようである。

### エージレスの種類
- 鉄系
  - 水分依存型
    - FX
    - FX-L
    - FJ
    - FM

  - 自力反応型
    - S
    - SP
    - SS
    - SPE-A
    - ZP
    - Z-PT
    - Z-PK
    - ZJ-PT
    - ZJ-PK
    - E
- 有機系
  - 自力反応型
    - GLS
    - GL-M
    - GT

## エージレス以外の主な製品
日本
- ウエルパック（cotta） - 旧社名は、タイセイ。
- エバーフレッシュ（鳥繁産業）
- オキシーター（ウエノフードテクノ）
- キーピット（ドレンシー）
- ケプロン（ケプロン） - エージレス登場以前から発売されていた。
- サンソカット（アイリス・ファインプロダクツ） - かつては、ファインテック → ニッテツ・ファインプロダクツから発売されていた。
- サンソレス（博洋）
- セキュール（ニッソーファイン） - ニッソー樹脂と日曹ファインケミカルが合併して生まれた会社。
- タモツ（大江化学工業）
- バイタロン（常盤産業）
- モデュラン（日本化薬フードテクノ）
- ワンダーキープ（パウダーテック）
- 鮮度保持剤C、F（TOPPAN）。